# 1847
1847 (MDCCCXLVII) fue un año común comenzado en viernes según el calendario gregoriano.

## Acontecimientos

### Enero
- 13 de enero: En Norteamérica, el Tratado de Cahuenga supone la capitulación de los californianos mexicanos ante los americanos y el fin de la guerra en la zona de la Alta California.[1]
- 30 de enero: La ciudad de Yerba Buena en California, es renombrada oficialmente como San Francisco.[2]

### Febrero
- 9 de febrero: En Tahití, tras la conquista de la isla por Francia a finales de 1846, la reina Pōmare IV vuelve a Papeete y es restablecida en sus derechos en el marco de un protectorado francés, aunque con sus poderes limitados.[3]
- 17 de febrero: En España, en el marco de la segunda guerra carlista, el feroz canónigo carlista, Benito Tristany, Mosén Benet, embosca a un ejército liberal de unos mil hombres, cerca de Cervera, con el resultado de unos seiscientos hombres muertos y más de doscientos prisioneros fusilados.[4]
- 22 y 23 de febrero: En México, durante la invasión estadounidense, se produce la batalla de la Angostura o batalla de Buena Vista, en el paso de montaña de La Angostura, cerca de la Hacienda Buenavista, en el camino de Saltillo a San Luis, entre el ejército mexicano de Santa Anna y el americano de Zachary Taylor. Tras dos días de encarnizada lucha con muchas bajas por ambos bandos, el general Santa Anna decidió retirarse de lo que parecía una victoria mexicana. El avance estadounidense se detuvo en el norte.[5]
- 27 de febrero: En Haití, muerte del presidente Jean-Baptiste Riché, y elección el 1 de marzo de Faustin Elie Soulouque como nuevo presidente de la República, que se mostrará como un dictador. En 1849 el Senado proclamará el Segundo Imperio de Haití, y el general Soulouque será proclamado emperador como Faustino I de Haití, y gobernará hasta ser depuesto en 1859.[6]
- Febrero: En la Confederación Germánica, ante las tensiones sociales y dificultades económicas de los artesanos y campesinos, Federico Guillermo IV de Prusia convoca una Dieta Unitaria con representantes de ocho provincias para estudiar una posible reforma política, que fue disuelta en junio al no aceptar el monarca una Constitución escrita y que los diputados tuviesen funciones legislativas.[7]

### Marzo
- 1 de marzo: 
  - En Venezuela, José Tadeo Monagas accede a la presidencia en Caracas, e inicia la década de gobierno de los hermanos Monagas, década marcada por el personalismo, corrupción y autoritarismo, al mismo tiempo que algunos cambios liberales económicos y sociales.[8]
  - El estado de Míchigan se convierte en el primer gobierno del mundo de un territorio de habla inglesa, en abolir la pena de muerte en su legislación.[9]
  - En Haití, cuatro días después de la muerte del presidente Riché, el comandante de la Guardia Nacional Faustin Soulouque es elegido Presidente del país.[10]
- 3 de marzo: Emisión en el reino de Hawái de sus primeras monedas oficiales. Eran monedas de 1 keneta (equivalente de 1 centavo de dólar americano), encargadas por el rey Kamehameha III para solventar la escasez de pequeñas monedas en su reino, y acuñadas en Estados Unidos de forma privada. Aunque impopulares, fueron utilizadas hasta 1884.[11]
- 13 de marzo: en México ―en el marco de la Guerra de Invasión Estadounidense― el puerto de Alvarado capitula ante el ejército invasor.
- 21 de marzo
  - En México, el general Antonio López de Santa Anna ocupa la presidencia por novena vez.[12]
  - En Centroamérica, el capitán general Rafael Carrera y Turcios establece la República de Guatemala.

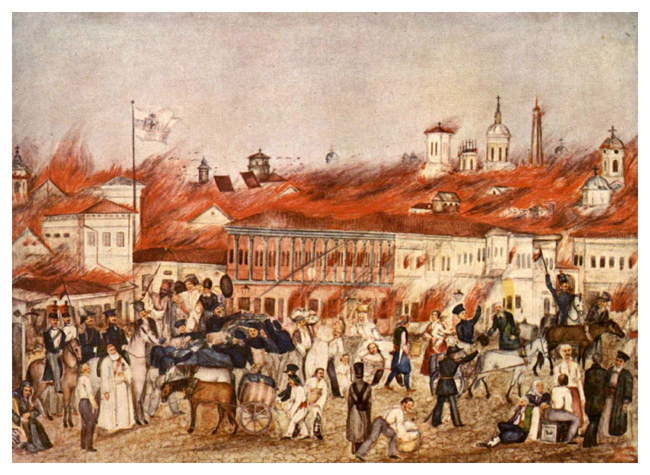
El Gran Fuego de Bucarest en 1847

- 23 de marzo: En Rumania, se declara un gran incendio en Bucarest, que durará 24 horas, en el que mueren 15 personas y destruirá 1850 edificios. Se lanzó un programa de suscripciones en el país y el extranjero para hacer frente a los gastos de una reconstrucción que durará diez años.[13]
- 25 de marzo: En Roma, publicación de la encíclica Praedecessores nostros del papa Pío IX en la que aborda la gran hambruna irlandesa, solicitando plegarias y caridad a los fieles y el clero.[14]
- 29 de marzo: En México, en el marco de la invasión estadounidense, el puerto de Veracruz se rinde tras el desembarco del general estadounidense Winfield Scott el día 27 de marzo, y el cruento bombardeo de esos dos días que causó numerosas bajas civiles. El objetivo era abrir un segundo frente e iniciar la invasión del centro de México para llegar a la capital.[15]

### Abril
- 2 de abril: en México, Pedro María Anaya asume la presidencia.
- 5 de abril: En la actual Benín, el gobernador de Costa de Oro británica, William Winniett, y el misionero Thomas B. Freeman, firman un acuerdo comercial en Abomey con el reino de Dahomey.[16]
- 15 de abril: En Vietnam, ataque de dos barcos de la armada francesa al mando del comandante Lapierre al puerto de Tourane (actual Đà Nẵng), en respuesta a la expulsión de misioneros católicos por el emperador Thieu Tri, hundiendo 5 navíos de guerra vietnamitas y matando a 1200 hombres.[17]
- 21 de abril al 23: En Prusia, revueltas populares del hambre en Berlín, conocidas como "revolución de la patata", reprimidas por los militares.[18]
- 25 de abril: Hundimiento del bergantín Exmouth durante una tormenta en el sur de la isla Islay en las Hébridas de Escocia, perdiendo la vida 241 personas y con solo 3 sobrevivientes de la tripulación. El barco iba hacia Boston transportando emigrantes irlandeses.[19]

### Mayo
- 4 de mayo: en España, dos detonaciones ocurridas al paso del carruaje de la reina Isabel II motivan dos días después la detención de Ángel la Riva como presunto autor del intento de regicidio.
- 8 de mayo: En Japón se registra un terremoto de 7,4, con su epicentro debajo de la actual ciudad de Nagano, que deja al menos 8.600 muertos así como miles de viviendas derruidas y corrimientos de tierras.[20]
- 14 de mayo: En Inglaterra, llegada a Spithead, cerca de Portsmouth, del buque de guerra británico HMS Driver, siendo el primer barco de vapor en circunnavegar el globo terrestre,  habiendo partido de Inglaterra el 30 de agosto de 1841 y tras cumplir con algunas misiones militares.[21]
- 20 de mayo: en México, el general Antonio López de Santa Anna ocupa la presidencia por décima vez.
- 23 de mayo: En Canadá, llegada del barco Jane Black a Toronto desde Limerick, el primero de una llegada masiva de inmigrantes irlandeses tras la Gran Hambruna de 1845-1847 en Irlanda. Entre mayo y octubre llegaron a Toronto 38.560 irlandeses, cuando la población de la ciudad era de 20.000. Al final del año, 1.186 inmigrantes habían muerto y fueron enterrados en Toronto.[22]
- 24 de mayo: En Inglaterra se produce el desastre del puente del Dee cuando los vagones de un tren de pasajeros de Chester a Ruabon caen al río Dee, provocando cinco muertos y nueve heridos. La causa fue la debilidad de los puentes de vigas de fundición de hierro reforzados con tirantes de hierro forjado.[23]
- 27 de mayo: En Hamburgo se funda la empresa HAPAG (Hamburg Amerikanische Packetfahrt Aktien Gesellschaft, o en inglés Hamburg America Line), dedicada al transporte de personas y bienes a lo largo del Océano Atlántico, precursora de la compañía actual Hapag-Lloyd.[24]
- 31 de mayo: Firma del Tratado de Erzurum entre el Imperio otomano y Persia, que supuso el fin de dos siglos de guerras otomano-persas, y que fijaba la frontera entre ambos a lo largo del río Shatt-al-Arab en la margen oriental del Golfo Pérsico, con el control otomano de esta vía de agua.[25]

### Junio
- 2 al 9 de junio: En Londres tiene lugar el Primer Congreso de la Liga de los justos, en la que se decide cambiar su nombre a Liga de los Comunistas, una organización revolucionaria, al integrarse en su seno el Comité Comunista de Correspondencia, creado en Bruselas en 1846 por Marx y Engels.[26]
- 3 de junio: llega a la isla de Cuba el primer cargamento de culíes chinos, en régimen de semiesclavitud.
- 8 de junio: En Gran Bretaña, promulgación de la ley que limita el horario de trabajo de mujeres y adolescentes de 13 a 18 años en la industria, a 11h al día y 63h a la semana a partir del 1 de julio de 1847, y a 10h al día y 58h a la semana a partir del 1 de mayo de 1848.[27]

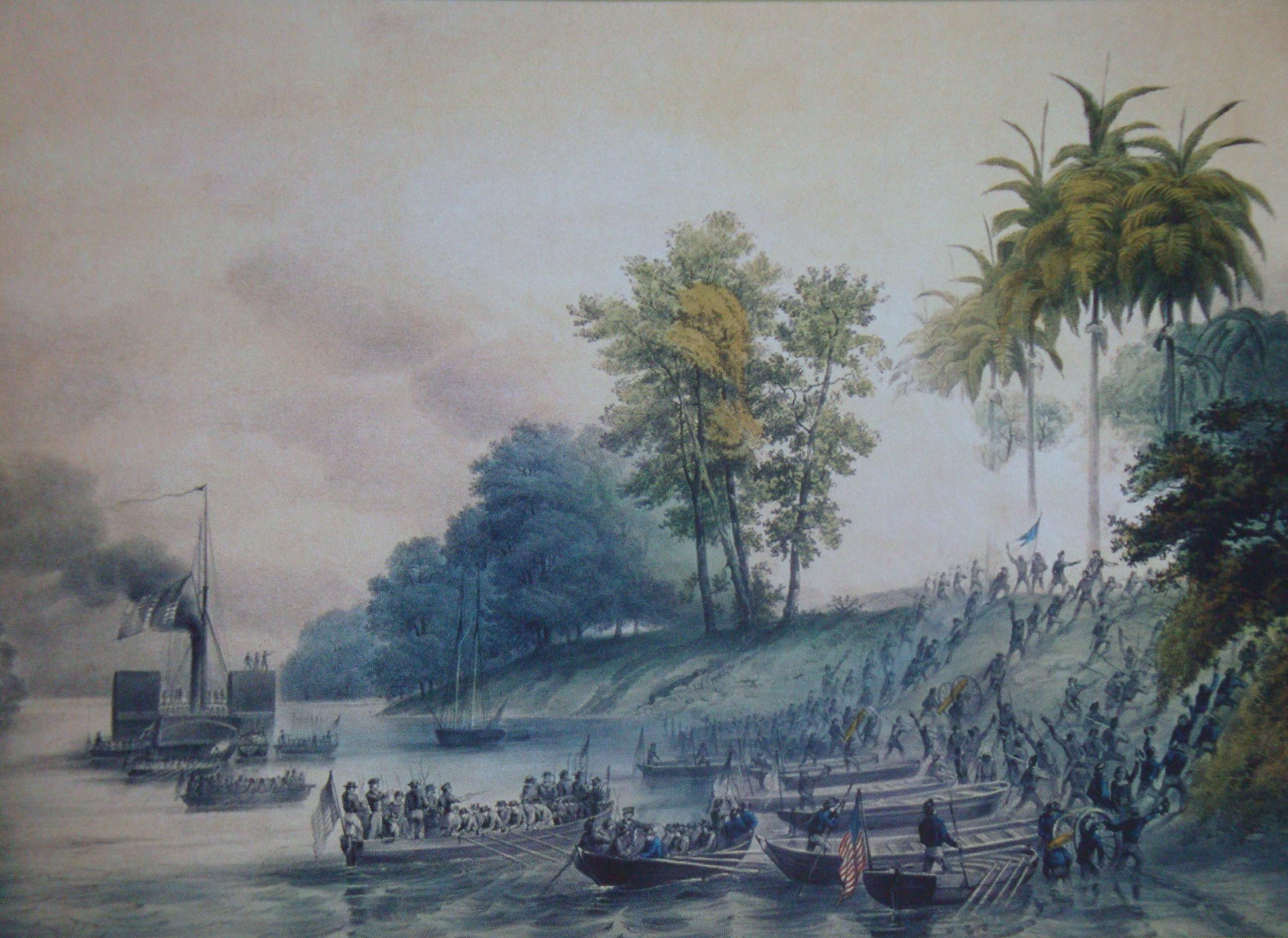
Desembarco estadounidense en San Juan Bautista, capital de Tabasco.

- 16 de junio: En México, durante la invasión estadounidense, en el marco del bloqueo americano de los puertos del Golfo de México, caída de San Juan Bautista (actual Villahermosa, capital de Tabasco) en la segunda batalla de Tabasco, ante el comodoro Matthew C. Perry.[28]
- 17 de junio: En Roma, publicación de la encíclica Ubi primum del papa Pío IX, contra los abusos en la Iglesia, creando una Congregación vaticana atenta a los problemas de los religiosos y pidiendo vigilancia sobre los admitidos a la profesión religiosa.[29]
- 18 de junio: En Estados Unidos, el daguerrotipista Thomas Martin Easterly toma por primera vez una fotografía de un rayo con su daguerrotipo en San Luis, Misuri.[30]
- 19 de junio: 
  - Firma en Londres de la Convención de Jarnac entre Lord Palmerston, ministro de Asuntos Exteriores del Reino Unido, y el conde de Jarnac, ministro plenipotenciario del rey de Francia en la Corte de Londres, que pone fin al conflicto franco-británico en la zona de la Polinesia, y que reconoce la independencia de las islas de Sotavento.[31]
  - Llegada a Bremen, en Alemania, del barco de vapor estadounidense Washington, de la compañía Ocean Steam Navigation Company, con el que se abría la primera línea regular de correo marítimo a vapor entre América del Norte y Europa continental.[32]
- 25 de junio: el papa Pío IX crea la diócesis de Melbourne en Australia, actualmente arquidiócesis de Melbourne.[33]
- 26 de junio: En Dinamarca se inaugura el primer tren enteramente de pasajeros, entre Copenhague y Roskilde, con una máquina de vapor que recibió el nombre de Odín.[34]
- 29 de junio: En el Reino de Portugal, firma del Convenio de Gramido que consagra el final de la guerra civil entre el gobierno conservador de María II y la Junta progresista de Oporto, tras la intervención militar hispano-británica al mando del general Manuel Gutiérrez de la Concha a favor de la reina. El 30 de junio, las tropas españolas ocuparon Oporto.[35]

### Julio
- 2 de julio: En el Reino de Portugal, tras reprobar la Convención de Gramido del 29 de junio por algunos aspectos de forma y fondo, se firma del Protocolo de Lisboa para dar por finalizada la guerra civil. Los representantes aliados y el gobierno portugués de la reina María II consideraron necesaria la presencia del ejército español, hasta que se replegaron de vuelta a España el 11 de agosto.[35]
- 20 de julio: El emperador Pedro II de Brasil hace publicar el decreto 523 para nombrar un presidente del Consejo, encargado de escoger los ministros y formar el equipo ministerial, un paso hacia el régimen parlamentario.[36]
- 22 de julio: En México, durante la invasión estadounidense, tras un mes de guerra de guerrillas, los mexicanos logran que los estadounidenses abandonen la ciudad de San Juan Bautista (hoy Villahermosa) en Tabasco, aunque en su retirada incendiarán gran parte de la ciudad.[28]
- 23 de julio: En Prusia se pasa la Ley de Asuntos Judíos que supone la normalización jurídica y concede a este grupo de población derechos corporativos como la libertad de circulación y asentamiento en el país.[37]
- 26 de julio
  - En el Yucatán, en el atrio de la iglesia de Santa Ana, en Valladolid (México) el Gobierno hace pasar por las armas al líder independentista maya Manuel Antonio Ay, cacique de Chichimilá. Los otros jefes de la rebelión, Cecilio Chi, cacique de Tepich, y Jacinto Pat, cacique de Tihosuco, aceleran sus acciones, lo que desencadena la Guerra de Castas, hasta 1901.[38]
  - En África Occidental, la colonia creada por los americanos para antiguos esclavos africanos liberados, Liberia, se independiza de la ACS (American Colonization Society) y se proclama como república libre e independiente, siendo reconocida por Francia y Gran Bretaña al año siguiente, y por Estados Unidos en 1862. Los américo-liberianos gobernantes suponían el 5% de la población, y marginaron al 95% restante de indígenas hasta 1902.[39]
- 28 de julio: En Estados Unidos, Brigham Young, sucesor de Joseph Smith, fundador del movimiento de La Iglesia de Jesucristo de los Santos de los Últimos Días, funda la ciudad de Salt Lake City, en el valle de Utah adonde había llegado el 24 de julio con 148 pioneros mormones (143 hombres, 3 mujeres y 3 niños) tras 17 meses de viaje desde Nauvoo, Illinois.[40]
- 30 de julio: En el Yucatán, en el marco de la Guerra de Castas que durará hasta 1901, tras la ejecución de Manuel Antonio Ay el día 26 en Valladolid, el cacique maya Cecilio Chi asalta Tepich asesinando a 30 familias de vecinos al grito de mueran los blancos, matando a los que no eran indios, es decir blancos, mestizos y mulatos. La intención de la sublevación era acabar con los blancos y proclamar la independencia de los indios.[38]

### Agosto
- 7 de agosto: En Suiza, se produce el primer viaje por tren entre las ciudades de Zúrich y Baden, a una distancia de unos 20 km y con una duración de 45 min. El ferrocarril fue conocido popularmente como Spanisch Brötli Bahn (el tren del pastelillo español), debido a que traía a Zúrich esta especialidad pastelera de Baden, originaria de Milán, cuando estaba bajo dominación española.[41]
- 16 de agosto: En Italia, Austria ocupa militarmente la ciudad de Ferrara, ocupación que terminará el 23 de diciembre ante la fuerte protesta del Papa Pío IX.[42]
- 19 de agosto: En México, durante la invasión estadounidense, se libra la batalla de Padierna, en las afueras de la Ciudad de México, entre el Ejército Mexicano del Norte del general Gabriel Valencia y el ejército americano del general Winfield Scott, con victoria de este último y unas 2800 bajas mexicanas.[43][44]
- 20 de agosto: En México, durante la invasión estadounidense, se libra la batalla de Churubusco, entre las fuerzas mexicanas en retirada de la batalla de Padierna de los generales M. J. Rincón y Pedro María Anaya, que se habían refugiado en el Convento de Santa María de Churubusco y las americanas del general Winfield Scott y de D. E. Twiggs que eran seis veces más numerosas, con victoria de estos últimos.[45]
- 24 de agosto: En Dinamarca, la corbeta Galathea llega a Copenhague después de un viaje de dos años de vuelta al mundo. Había sido enviada por el rey Cristián VIII con objetivos políticos y científicos.[46]
- 27 de agosto: en México ―en el marco de la invasión estadounidense, el general Antonio López de Santa Anna confiere al general Nicolás Bravo (71) el mando de Chapultepec para que organice la defensa del castillo ante los invasores estadounidenses.[47]

### Septiembre
- 2 de septiembre: En Italia estalla una revuelta anti-borbónica en Regio de Calabria, estableciéndose un gobierno provisional, que durará hasta el 15 de septiembre.[48]

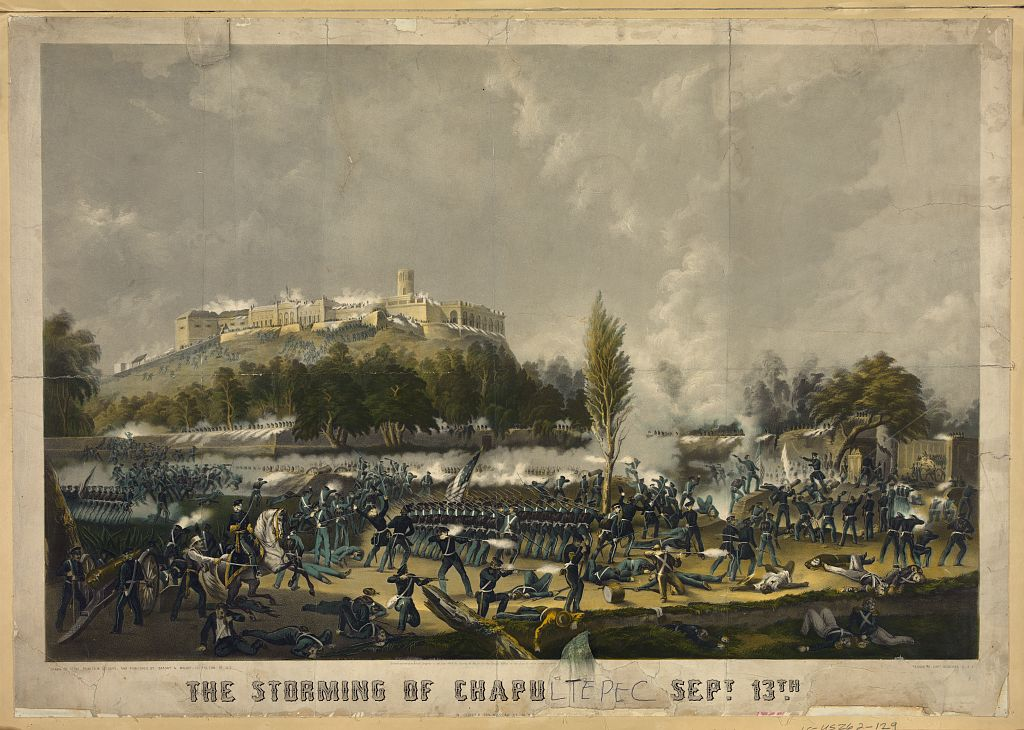
Batalla del Castillo de Chapultepec

- 8 de septiembre: En México, durante la invasión estadounidense, se libra la batalla del Molino del Rey en las afueras de México DF, entre el ejército mexicano de Santa Anna y el americano de Winfield Scott, con victoria de estos últimos, y más de 700 muertos en ambos bandos.[49]
- 12 de septiembre: En Alemania tiene lugar una asamblea popular de 800 a 900 personas en Offenburg, Baden, enfrente de la posada Salmen, en la que se proclaman las trece "Demandas del pueblo de Baden", entre otras la libertad de prensa, libertad de conciencia, libertad de religión o el derecho general de voto.[50]

- 13 de septiembre
  - En México, durante la invasión estadounidense, en el pueblo de San Jacinto son ejecutados en masa por orden del general Winfield Scott, los integrantes irlandeses del batallón de San Patricio mexicano, que habían capturado durante la batalla de Churubusco.[51]
  - En México, durante la invasión estadounidense, se libra la batalla de Chapultepec, en las inmediaciones de Ciudad de México, donde había un Colegio Militar, entre las fuerzas mexicanas comandadas por el general Nicolás Bravo, y las fuerzas estadounidenses de Winfield Scott, con victoria de estos últimos. Destacan los seis cadetes "Niños Héroes", que murieron en la defensa del castillo de Chapultepec.[52][53]
- 15 de septiembre: En México, durante la invasión estadounidense, y tras la victoria de Chapultepec, las tropas estadounidenses del general Winfield Scott ocupan la Ciudad de México e iza en el Palacio Nacional la bandera de las barras y estrellas.[54]
- 16 de septiembre: en Ciudad de México, Santa Anna renuncia a la presidencia y el presidente de la Suprema Corte de Justicia Manuel de la Peña y Peña, ocupa la presidencia como el decimoctavo presidente.[55]

### Octubre
- 5 de octubre: En Vietnam, tras la muerte del emperador Thieu Tri, le sucede su hijo que tomará el nombre de emperador Tu-Duc, será el cuarto de la dinastía Nguyen, y reinará hasta su muerte en 1883, con una política conservadora, de aislacionismo y de persecución de los misioneros cristianos.[56]
- 9 de octubre: En las Pequeñas Antillas del Caribe, abolición de la esclavitud en la isla de San Bartolomé, administrada por Suecia (hoy perteneciente a Francia).[57]
- 10 de octubre: En Alemania se produce una reunión de dieciocho hombres políticos liberales alemanes, principalmente del oeste y el sur del país, en un albergue de la villa de Heppenheim, para debatir un programa político que permitiese la realización de la unificación alemana. Lanzan la idea de una unión aduanera con atribuciones políticas.[58]
- 12 de octubre: En México, durante la invasión estadounidense, levantamiento del asedio de Puebla después de la victoria estadounidense en Huamantla contra las tropas mexicanas el 9 de octubre.[59]

### Noviembre

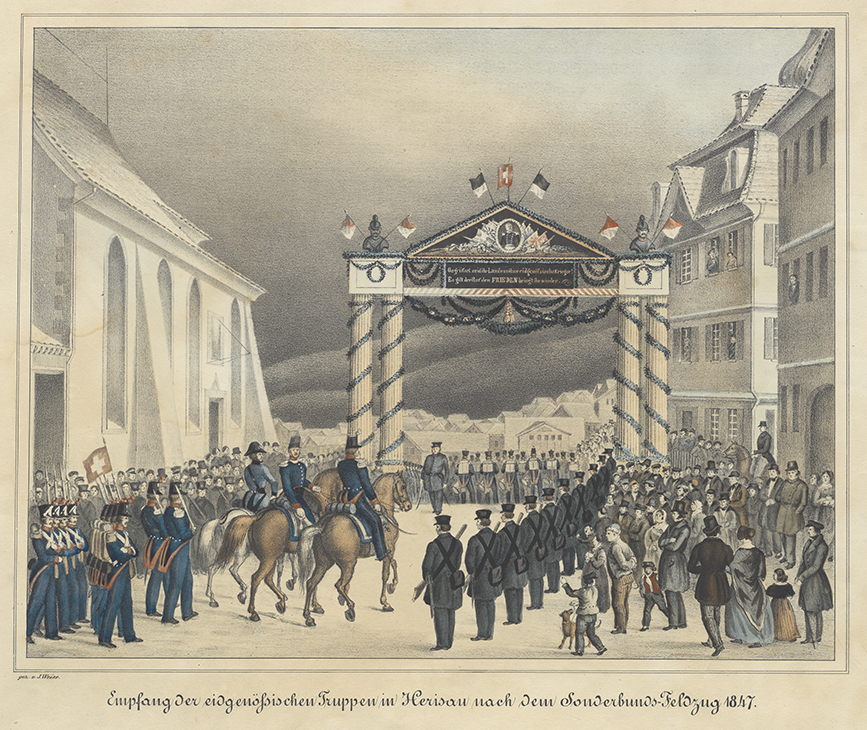
Entrada en Herisau de las tropas de la Confederación suiza tras la guerra del Sonderbund.

- 3 al 29 de noviembre: En Suiza, estalla la Guerra del Sonderbund, una guerra civil entre los cantones católicos del Sonderbund (Lucerna, Friburgo, Valais, Uri, Schwyz, Unterwalden y Zug) y el poder centralizado protestante de la Confederación Helvética. Se produjo una rápida victoria del ejército de la Dieta Federal, la expulsión de los jesuitas, y la secularización de la administración, la justicia y la educación.[60]
- 4 de noviembre: En Vietnam, muerte del emperador Thiêu Tri a los 40 años tras siete años de reinado. Su segundo hijo Tu Duc le sucederá en 1848 y reinará hasta 1883.[61]
- 7 de noviembre: 
  - En Bolivia, victoria de las tropas gubernamentales del general José Ballivián sobre los rebeldes del general José Miguel de Velasco, en la batalla de Vitichi, cerca de Potosí. A pesar de ello, y por las malas perspectivas de su gobierno, Ballivián dimitió el 23 de diciembre.[62]
  - En Hungría, apertura de la dieta de Presbourg, tras la victoria de los grupos progresistas húngaros en las elecciones del 17 de octubre, en las que Lajos Kossuth fue elegido diputado por Pest y se convirtió en el jefe de los radicales. Preconizaba la liberación de los campesinos y la separación política de Austria y Hungría.[63]
- 10 de noviembre: 
  - En Dinamarca, se elabora la primera cerveza del Grupo Carlsberg, en Copenhague.[64]
  - El barco Stephen Whitney proveniente de Nueva York con destino a Liverpool, con 76 pasajeros a bordo y 34 de tripulación, naufraga a causa de una espesa niebla en la costa sur de Irlanda, muriendo 92 personas. El desastre resultó en la construcción de un faro en Fastnet Rock.[65]
- 13 de noviembre: En México, Pedro María Anaya ocupa la presidencia por segunda ocasión.
- 21 de noviembre: En Estados Unidos, el barco de vapor Phoenix que cubría el trayecto entre Búfalo y Chicago, con una tripulación de 25 personas y 275 pasajeros, en su mayoría inmigrantes holandeses, se quema en medio del Lago Míchigan al sobrecalentarse e incendiarse las calderas de vapor por falta de agua. El barco se quemó hasta la línea de flotación y murieron unas 250 personas.[66]
- 29 de noviembre: En Australia,  Thomas Coutts dio deliberadamente harina envenenada a los aborígenes que vivían en Kangaroo Creek, al sur de Grafton. 23 indígenas murieron en agonía.
- 29 de noviembre al 8 de diciembre: En Londres se celebra el segundo congreso de la Liga de los Comunistas, bajo la dirección de K. Schapper, W. Wolff, F. Engels y K. Marx, con motivo de la rebelión polaca.[67]

### Diciembre
- 20 de diciembre: La fragata de vapor HMS Avenger que había salido el 17 desde Gibraltar rumbo a Malta, naufraga durante la noche en las Sorelle Rocks, frente a las islas de la Galita, de Túnez, con la pérdida de 246 vidas y solo 8 sobrevivientes.[68]

- 23 de diciembre: 

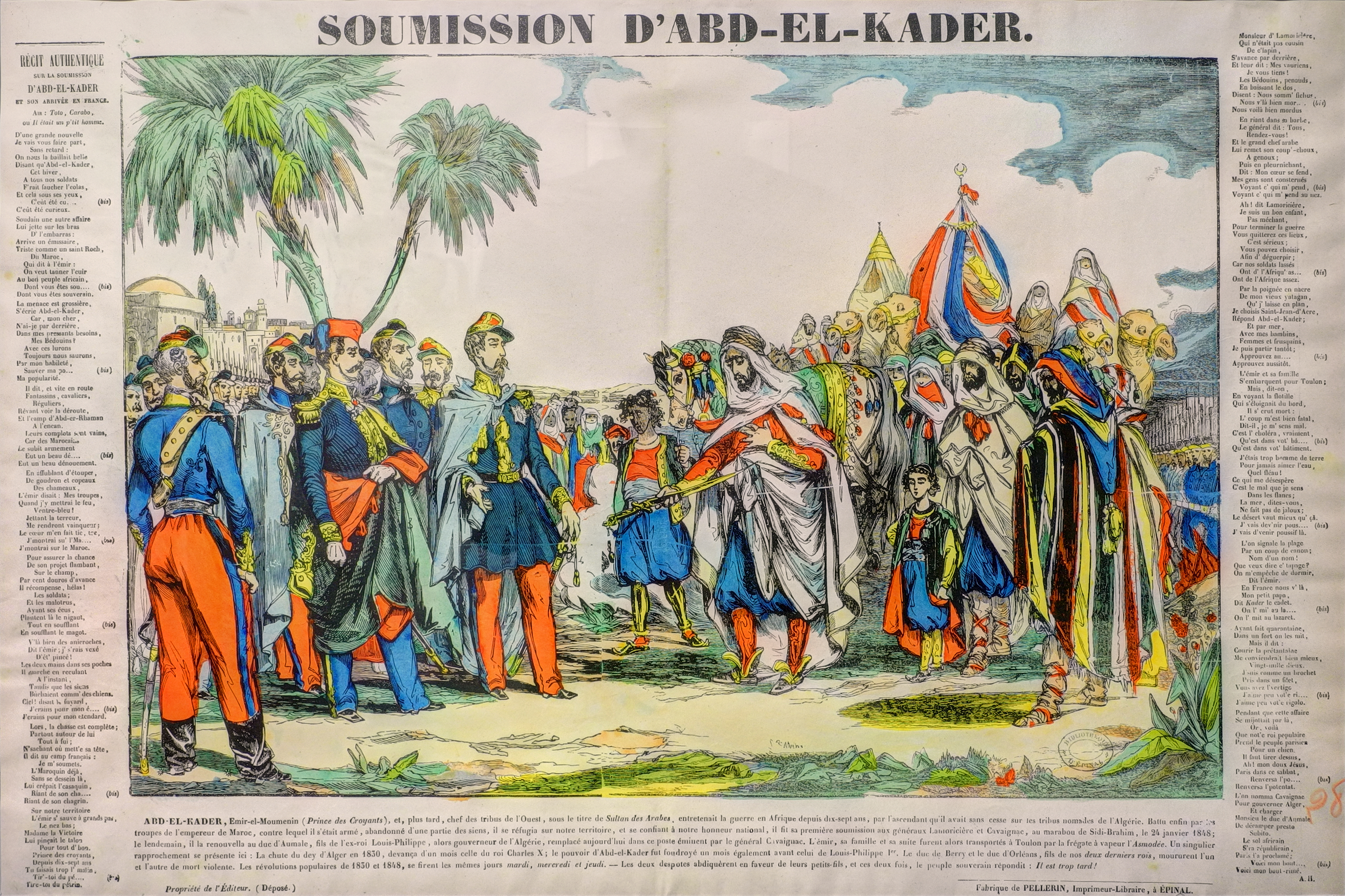
Representación artística de la capitulación de Abd-al-Qádir en 1847.

  - En la Argelia francesa, después de una lucha de 15 años, se produce la capitulación de Abd al-Qadir ante el poderoso ejército francés del general Lamoricière, con lo que termina el Emirato de Abdalqadir y la región se convierte en el granero de Francia.[69]
  - En África del Sur, el nuevo gobernador de la Colonia del Cabo, sir Harry Smith, desarrolla una política expansionista y segregacionista hacia los africanos, y se reúne con los grandes jefes Xhosa derrotados. El territorio entre los ríos Keiskamma y Kei es anexionado a la Colonia del Cabo y toma el nombre de Cafrería británica.[70]

### Fecha desconocida
- En Francia, Louis-François Cartier se hace cargo del taller de joyería de su maestro artesano Adolphe Picard en París, lo que supone el comienzo de la marca de lujo de relojes y joyas Cartier.[71]
- El explorador húngaro László Magyar recorre el África austral: atraviesa el Kalahari este año, y en 1848 remonta los cursos del río Congo y del río Cuanza hasta la provincia de Kwango. Alcanzó el reino de Bié, donde se casó con la hija de un jefe local, y luego exploró las regiones del Alto Zambeze y del Congo.[72]

## Cultura y Sociedad
- 25 de febrero: Fundación de la Universidad de Iowa, la primera institución pública de educación superior del nuevo estado de Iowa, creado 59 días antes.[73]
- 5 de abril: En Inglaterra, apertura oficial del Parque Birkenhead por Lord Morpeth para una multitud de 10.000 personas que esperaban en su Gran Entrada. El parque, situado en Birkenhead cerca de Liverpool, fue diseñado por Joseph Paxton y está considerado como el primer parque público en el mundo, habiendo influenciado a muchos parques en Europa y Norteamérica.[74]
- 15 de abril: En la India, fundación de la Sanawar School cerca de la ciudad de Solan, en el estado de Himachal Pradesh, el primer internado mixto del mundo.[75]
- 16 de abril: Emisión del primer sello postal de la colonia británica de Trinidad, utilizado para las cartas enviadas a través del barco de vapor Lady Mc Leod que hacía el servicio entre San Fernando de Trinidad y Puerto España.[76]
- 18 de abril: En Sevilla (España) se inaugura la primera Feria de Abril de carácter comercial, con diecinueve casetas.[77]
- 9 de mayo: En París, François Bullier abre la sala de baile Bal Bullier, inaugurada con el nombre de Closerie des Lilas, cerca de Montparnasse, donde además de bailar, se podía jugar al billar, o practicar el tiro con arma o con arco. Funcionará hasta 1940.[78]
- 1 de julio: Emisión de la primera serie de sellos postales de Estados Unidos, con las efigies de Franklin y Washington.[79]
- 29 de julio: En Estados Unidos, fundación de una Escuela de Derecho privada en la universidad Cumberland de Lebanon, Tennessee, la decimoquinta en el país.[80]
- Agosto: En Estados Unidos, la Universidad Yale en New Haven (Connecticut), establece la Escuela de Graduados en Arte y Ciencias (inicialmente Departamento de Filosofía y Artes) centrado en investigación y erudición, para completar su programa de medicina, teología y derecho.[81]
- 19 de septiembre: en Tegucigalpa (Honduras) se funda la Universidad Nacional Autónoma de Honduras.
- Octubre: Emisión de la primera serie de sellos postales de la colonia británica de la isla Mauricio, con la efigie de la reina Victoria.[82]

### Deportes
- 3 de marzo: En Inglaterra, el jockey Denny Wynne gana el Grand National en el Circuito de carreras de Aintree, cerca de Liverpool, con el caballo Matthew, considerado el primer caballo irlandés entrenado para ganar la carrera.[83]

### Publicaciones
- 9 de enero: En California, empieza la publicación del primer periódico de San Francisco, el California Star.[84]
- 10 de junio: En Estados Unidos empieza la publicación del periódico Chicago Tribune.[85]
- 3 de diciembre: En Estados Unidos, el abolicionista Frederick Douglass empieza la publicación del periódico de frecuencia semanal North Star en Rochester, Nueva York.[86]
- 15 de diciembre: En Turín, capital del Reino de Cerdeña, fundación del periódico liberal Il Risorgimento por el hombre de estado italiano Conde de Cavour, donde defendía la unificación de Italia y salvarla de la dominación austriaca sin recurrir a la violencia. Dará nombre a toda una época de la historia de Italia.[87]

## Arte y literatura

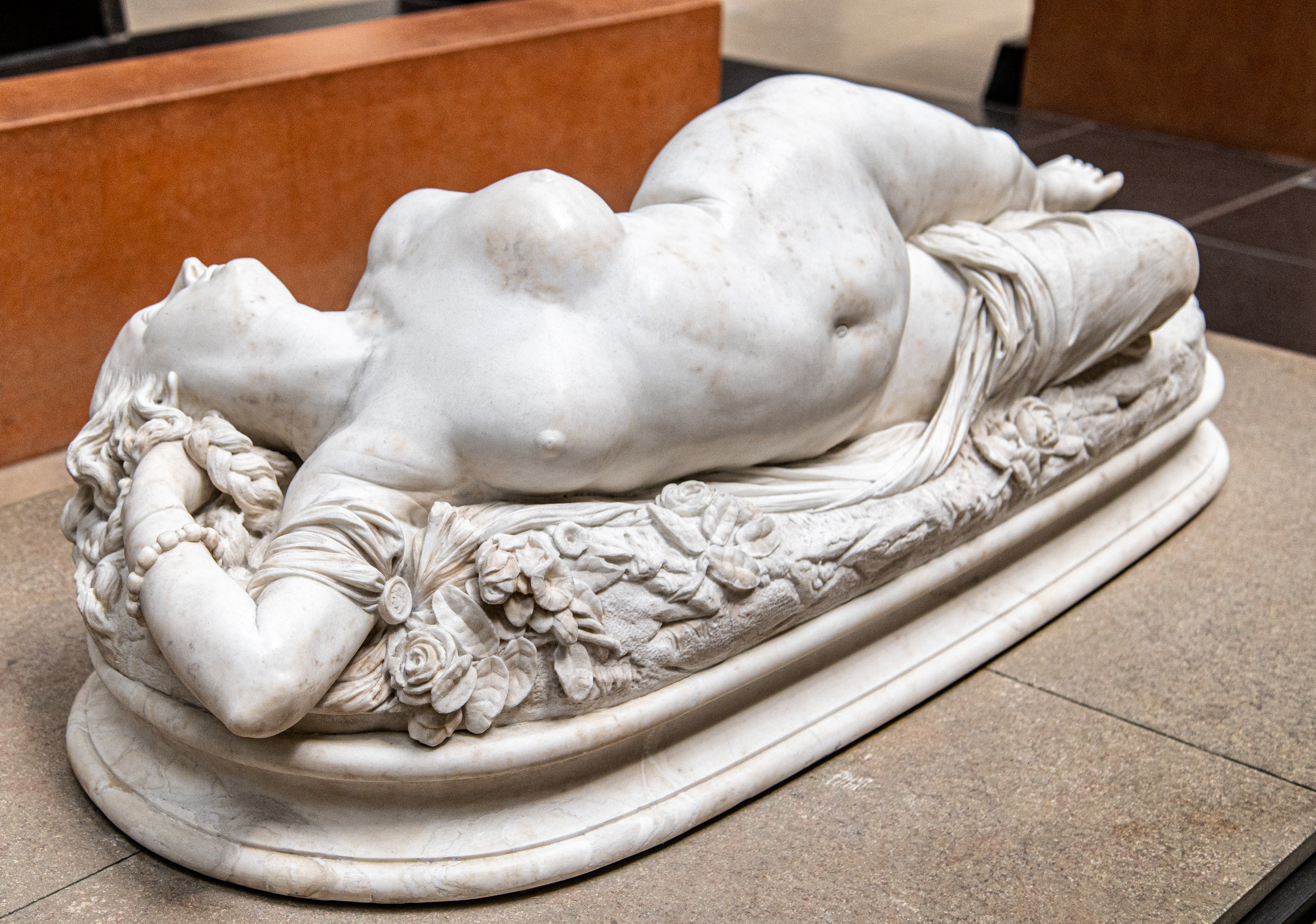
"Mujer mordida por una serpiente" de Auguste Clésinger

### Pintura y Escultura
- El pintor y profesor de arte Alexandre Cabanel termina a los 24 años su pintura al óleo sobre lienzo El ángel caído, una obra romántica que representa a Lucifer entristecido en la tierra de su exilio.[88]
- En Francia, la escultura en mármol Mujer mordida por una serpiente del escultor francés Auguste Clésinger, es presentada en el Salón de París de 1847 y provoca un escándalo artístico y social, ya que muchos la consideraron la representación de una mujer en pleno placer orgásmico, y por haber sido realizada a partir del molde del natural de una demi monde de la época.[89]

### Arquitectura
- 4 de abril: En España, se inaugura el Gran Teatro del Liceo de Barcelona, teatro de ópera situado en Las Ramblas, obra del arquitecto Miquel Garriga i Roca, cuyas obras habían comenzado en 1845.[90]
- 20 de junio: En Bélgica, inauguración en presencia del rey Leopoldo I de las Galeries Royales Saint-Hubert, una galería comercial acristalada, proyecto del arquitecto Jean-Pierre Cluysenaer, precursora de otras similares en Milán y San Petersburgo.[91]
- 21 de octubre: En Suecia, entrada en servicio en el Mar Báltico del faro de Fårö en las costas de Gotland, utilizando una lámpara de aceite de colza inicialmente.[92]
- Fundación en Londres de la Architectural Association School of Architecture, la escuela de arquitectura independiente más antigua del Reino Unido, conocida como AA.[93]
- En Nueva York, finalización de la Iglesia de Gracia y Dependencias, y de la Rectoría en Manhattan, del arquitecto James Renwick Jr., inscrita en el Registro Nacional de Lugares Históricos de los Estados Unidos. Pertenece a la Iglesia Episcopal estadounidense y es de estilo neogótico francés.[94]

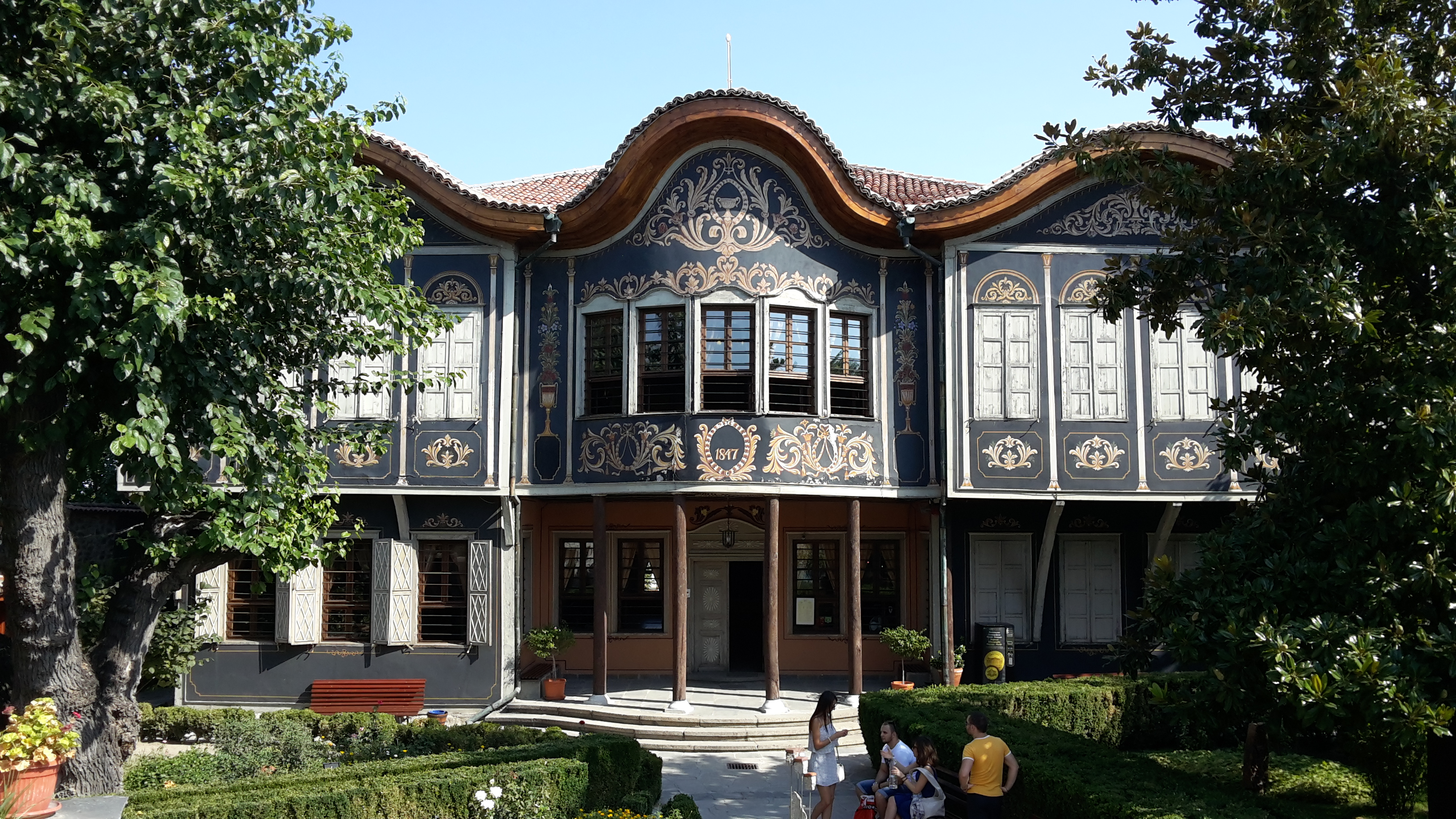
Museo Etnográfico Regional en Plovdiv, Bulgaria

- En Bulgaria, construcción de la casa del mercader Argir Kuyumdzhioglu en el centro de la ciudad de Plovdiv (actual Museo Etnográfico Regional) por el arquitecto Hadzhi Georgi, en estilo barroco.[95]
- En Portugal, las obras de reforma del Palacio da Pena en Sintra, encargadas por Fernando II de Portugal al barón de Eschwege para convertirlo en residencia de verano y comenzadas en 1838, se terminaron progresivamente entre 1847 y 1854. Es un edificio que mezcla los estilos neogótico con neomudéjar, neorrenacentista y neomanuelino.[96]
- En Francia, fin de la construcción del Palacio de Justicia de Lyon en estilo neoclásico, del arquitecto Louis-Pierre Baltard, en el centro del Vieux Lyon, edificio catalogado como Monumento histórico de Francia.[97]

### Literatura
- Enero: Comienzo de la publicación en Londres en la revista Punch de la novela La feria de las vanidades del escritor William Makepeace Thackeray en 20 entregas, que terminará en julio de 1848. La novela satiriza la sociedad británica de comienzos del siglo XIX.[98]
- Mayo: Publicación en París de la obra El primo Pons del escritor Honoré de Balzac, escrita entre junio de 1846 y mayo de 1847, y aparecida previamente como folletín en el periódico Le Constitutionnel. Esta novela forma junto con La prima Bette la sección Los parientes pobres de La comedia humana. También se publicó en este año Esplendor y miseria de las cortesanas y El diputado de Arcis, integradas en esta última obra.[99]
- Julio: Publicación en Bruselas y París al mismo tiempo, de la obra La miseria de la filosofía de Karl Marx, escrita en francés, exponiendo sus argumentos económicos y filosóficos como respuesta a la publicación de Filosofía de la Miseria de Pierre-Joseph Proudhon.[100]
- 16 de agosto: Publicación en Londres de la obra Jane Eyre de la escritora Charlotte Brontë, bajo el seudónimo de Currer Bell. Era la segunda novela de la autora, de estilo romántico, ligeramente autobiográfica y muestra una especial preocupación por la mujer, su rol social y la clase victoriana.[101]
- Diciembre: 
  - Publicación en Londres de la obra Cumbres Borrascosas de la escritora inglesa Emily Brontë, bajo el seudónimo de Ellis Bell. Fue la única novela de la autora, influenciada por el romanticismo y la ficción gótica.[102]
  - Publicación en Londres de la obra Agnes Grey, primera novela de la escritora inglesa Anne Brontë, bajo el seudónimo masculino de Acton Bell, en la que destaca su prosa narrativa.[103]
- Publicación en París por el editor Chamerot, de los dos primeros tomos de la obra histórica Historia de la Revolución Francesa del historiador Jules Michelet. En total serán siete tomos, que terminarán de editarse en 1853.[104]

### Música
- 4 de febrero: Estreno de la ópera bufa Il birraio di Preston (El cervecero de Preston) en tres actos, del compositor italiano Luigi Ricci, en el Teatro della Pergola de Florencia, con un libreto que incluye elementos patrióticos del risorgimento.[105]

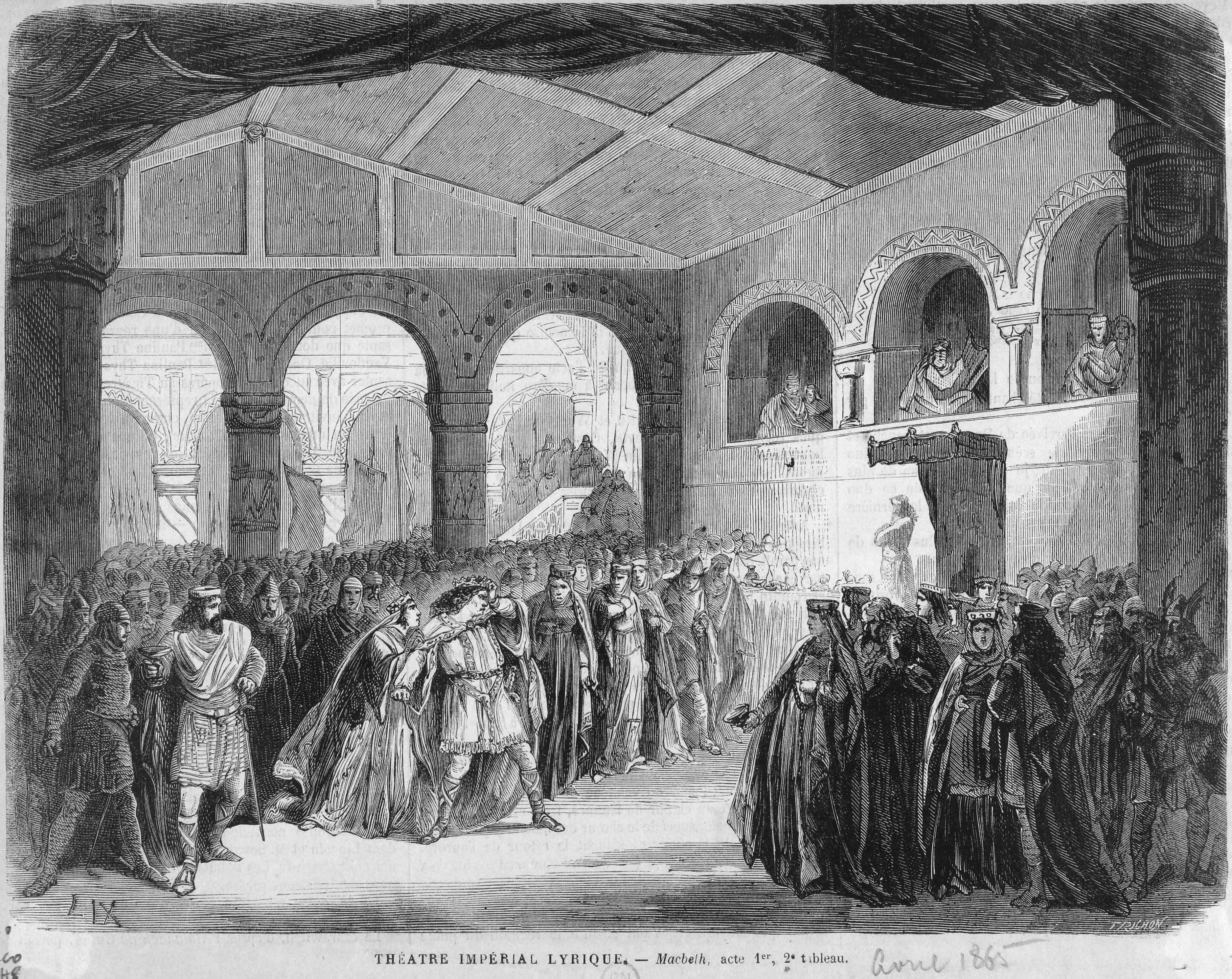
Ilustración en la prensa de la escena 2 del Acto 1 del "Macbeth" de Verdi.

- 14 de marzo: Estreno de la ópera dramática Macbeth en cuatro actos y diez cuadros del compositor italiano romántico Giuseppe Verdi en el Teatro della Pergola de Florencia, basada en la tragedia del mismo nombre de Shakespeare.[106]
- 22 de julio: Estreno de la ópera I masnadieri (Los bandidos) en cuatro actos, del compositor italiano Giuseppe Verdi, en el Teatro de su Majestad en Londres, basada en la obra de teatro Los bandidos de Friedrich Schiller.[107]
- 11 de septiembre: En Estados Unidos, la popular canción Oh! Susanna del compositor estadounidense Stephen Foster se presenta por primera vez en un salón de Pittsburgh, Pensilvania.[108]
- 5 de octubre: Estreno en privado ante Ignaz Moscheles del Cuarteto de cuerda n.º 6 del compositor alemán Felix Mendelssohn, compuesto en septiembre en memoria de su hermana mayor Fanny, muerta en mayo. Él mismo morirá un mes más tarde.[109]
- 25 de noviembre: Estreno de la ópera Martha en cuatro actos, del compositor alemán Friedrich von Flotow, en el Kärntnertortheater de Viena, basada en el ballet Lady Henriette de Jules-Henri Vernoy de Saint-Georges.[110]
- 26 de noviembre: Estreno de la grand opéra en cuatro actos Jérusalem del compositor italiano Giuseppe Verdi, ballet incluido, en la Ópera Le Pelletier de París, basada en la ópera I Lombardi alla prima crociata de Verdi.[111]
- El compositor austríaco Franz Liszt compone las rapsodias húngaras 2 en Do sostenido menor, 6 en Re bemol mayor y 8 en Fa sostenido menor, que forman parte de las Rapsodias húngaras, que forman parte de diecinueve obras para piano basadas en la música folclórica húngara y publicadas entre 1851 y 1853.[112]
- El compositor y pianista alemán Robert Schumann compone el Trío para piano n.º 1 en re menor, Op. 63, y el Trío para piano n.º 2 en fa mayor, Op. 80, piezas camerísticas para violín, violonchelo y piano.[113]
- El compositor y pianista franco-polaco Frédéric Chopin compone el Vals del minuto Op. 64, n.º 1 en re bemol mayor, cuyo apelativo "del minuto" quería decir realmente diminuto, y que también se llama Vals del perrito.[114]

## Ciencia y tecnología
- 14 de mayo: Fundación en Viena de la Academia Austríaca de Ciencias por orden del emperador Fernando I del Imperio austríaco.[115]
- 1 de diciembre: Se establece un horario unificado para toda Gran Bretaña, que pasa a tener la misma hora en toda la isla. Posteriormente esta idea se trasladará al resto del mundo creando los diversos husos horarios.

### Astronomía
- 1 de julio: Descubrimiento del asteroide Hebe, que pertenece al cinturón de asteroides entre Marte y Júpiter, por el astrónomo alemán Karl Ludwig Hencke desde Driesen. Su nombre corresponde a la diosa de la juventud. Tiene un diámetro medio de 185 km, y se encuentra a una distancia media del Sol de 2,425 ua.[116]
- 20 de julio: Descubrimiento del cometa Brorsen-Metcalf por el astrónomo danés Theodor Brorsen en el observatorio de Altona, Alemania. Es un cometa periódico tipo Halley con un período orbital de 70,64 años, y una previsible vuelta entre 1919 y 1922. Fue redescubierto por el astrónomo Joel Hastings Metcalf en un observatorio de Vermont el 21 de agosto de 1919, confirmándose que era el mismo cometa.[117]
- 13 de agosto: Descubrimiento del asteroide Iris, que pertenece al cinturón de asteroides entre la órbita de Marte y Júpiter, por el astrónomo británico John Russell Hind desde el observatorio George Bishop de Londres. Su nombre corresponde a una mensajera de los dioses griegos. Tiene un diámetro medio de 200 km, y se encuentra a una distancia media del Sol de 2,387 ua.[118]
- 1 de octubre: La primera mujer astrónoma americana Maria Mitchell descubre desde Nantucket con un telescopio refractor de 3 pulgadas de apertura un nuevo cometa, que recibió la denominación de 1847-VI y hoy se llama C/1847-C1. Este descubrimiento le valió una medalla en 1848 ofrecida por Cristián VIII de Dinamarca, y el reconocimiento internacional.[119]
- 18 de octubre: Descubrimiento del asteroide Flora, que pertenece al cinturón de asteroides entre Marte y Júpiter, por el astrónomo británico John Russell Hind desde el observatorio George Bishop de Londres. Su nombre corresponde a la diosa romana de la primavera. Tiene un diámetro medio de 136 km, y se encuentra a una distancia media del Sol de 2,202 ua.[120]

### Física
- El médico y físico alemán Hermann von Helmholtz propone la ley de la conservación de la energía, en el que la energía ni se crea ni se destruye, sino que sólo se transforma.[121]

### Matemáticas
- En Inglaterra, el matemático y lógico británico George Boole formaliza la lógica matemática en el folleto The Mathematical Analysis of Logic publicado en Cambridge, definiendo lo que hoy es conocido como álgebra de Boole.[122]
- En Alemania, el matemático alemán Johann Benedict Listing publica en Gotinga su tesis Vorstudien zur Topologie, introduciendo por primera vez en un escrito el término topología, la ciencia que estudia los razonamientos matemáticos, prescindiendo de los significados concretos.[123]

### Medicina
- 7 de mayo: Fundación en Estados Unidos de la AMA (American National Association) por el Dr. Nathan Smith Davis, en una primera reunión que tuvo lugar en Filadelfia.[124]
- 8 de noviembre: En Edimburgo, Escocia, el médico obstetra James Young Simpson, tras haber probado el éter como anestésico el 19 de enero, descubre y usa por primera vez con éxito el cloroformo como anestésico en otra operación obstétrica.[125]
- En el Hospital general de Viena, el médico cirujano y obstetra húngaro Ignaz Semmelweis propone lavarse las manos con una solución de hipoclorito de calcio para luchar contra la fiebre puerperal que provocaba la muerte de hasta el 30% de las parturientas, logrando bajar la tasa de muertes al 3%.[126]
- El médico patólogo alemán Julius J. Vogel publica el libro "The pathological anatomy of the human body" en el que se identifica por primera vez el colesterol en las placas ateroscleróticas humanas, concretamente en una placa de la arteria aorta. [127]

### Química
- El químico italiano Ascanio Sobrero, trabajando en un laboratorio de la Universidad de Turín, descubre la nitroglicerina al añadir glicerol a una mezcla de ácido nítrico y ácido sulfúrico, lo que provocó una violenta explosión que le produjo graves lesiones en la cara.[128]
- En el Reino Unido, la firma inglesa Fry & Sons de Bristol transforma el consumo del chocolate, hasta entonces solo utilizado como bebida, al inventar la barra de chocolate, tal como la conocemos hoy en día.[129]

### Tecnología
- 4 de enero: Samuel Colt obtiene un contrato para proveer al gobierno americano de 1000 revólveres de calibre 44.[130]
- 8 de mayo: El inventor escocés Robert William Thomson obtiene en Estados Unidos la patente de su neumático de caucho para carro, tras haberlo patentado en 1845 en el Reino Unido, y en 1846 en Francia. Este neumático fue presentado públicamente este año en Regent's Park en Londres.[131]

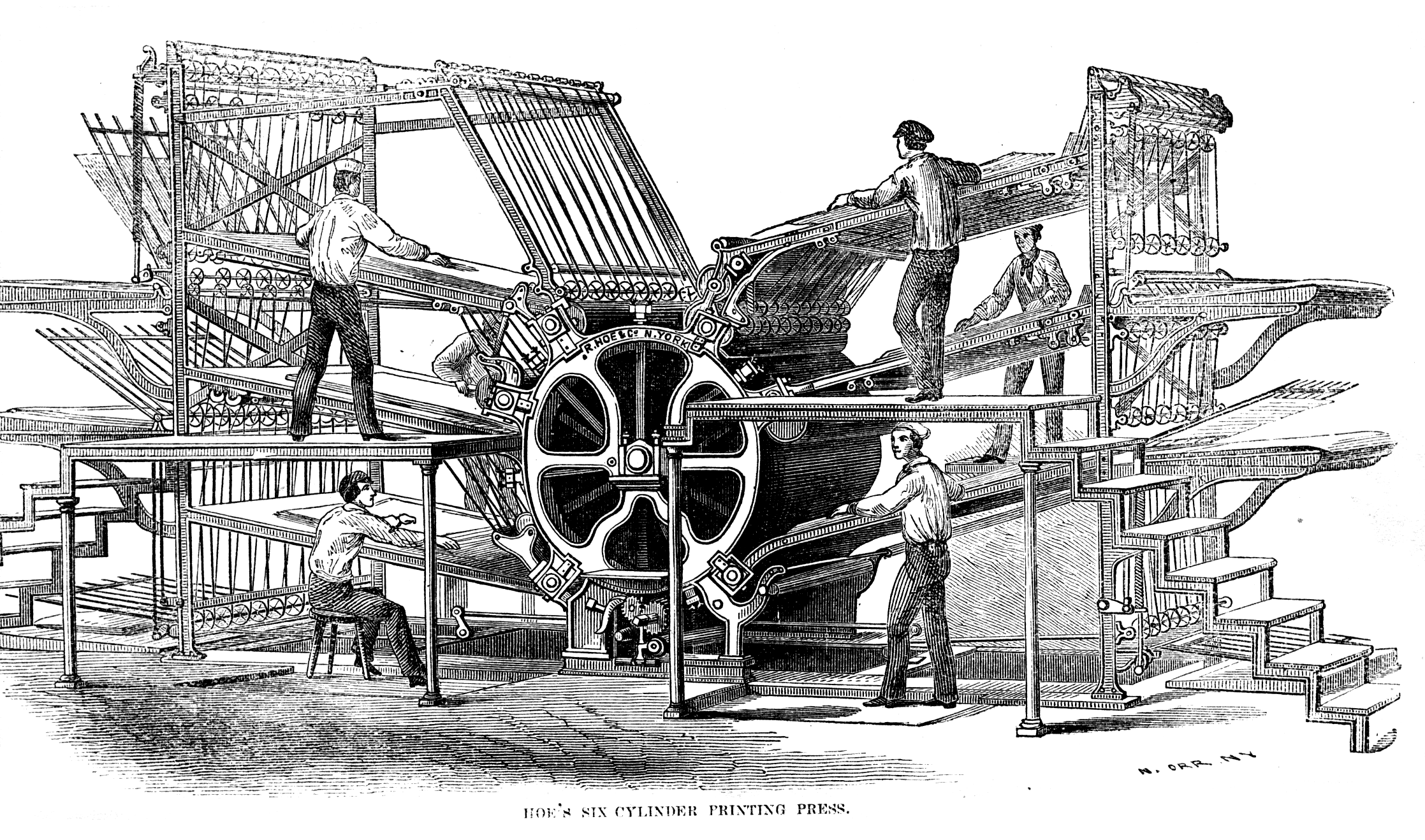
Prensa rotativa de 6 cilindros de Hoe.

- 24 de julio: El inventor estadounidense Richard March Hoe obtiene la patente en Estados Unidos de la primera prensa rotativa tipográfica, que revolucionó el proceso de impresión, y que permitió sustituir a la prensa plana. Su primera aplicación se hizo en el periódico Public Ledger de Filadelfia.[132]
- 12 de octubre: Los inventores e industriales alemanes Werner von Siemens y Johann Georg Halske fundan la empresa Siemens & Halske (integrada posteriormente en Siemens AG), para desarrollar el telégrafo eléctrico.[133]
- El industrial alemán Alfred Krupp logra fabricar su primer cañón de acero fundido, de cerca de 2.000 kilos, que fue exhibido en la Primera Exposición Universal de Londres de 1851.[134]

### Premios científicos
- 24 de mayo: El explorador y naturalista Ludwig Leichhardt recibe la medalla de oro del Patrón de la Royal Geographical Society de Londres en reconocimiento por el conocimiento aportado sobre el continente de Australia, por su viaje de la bahía de Moreton a Port Essington. En abril había recibido un premio similar de la Sociedad de Geografía de París.[135]
- La Real Sociedad de Londres entrega la medalla Copley al mejor trabajo científico del año al matemático y astrónomo británico John Herschel por su obra Resultados de observaciones astronómicas en el Cabo de Buena Esperanza entre 1834 y 1838.[136]
- La Sociedad Geológica de Londres entrega la medalla Wollaston al geólogo austríaco de origen francés, Ami Boué, por sus estudios geológicos sobre Escocia, Alemania y los Balcanes.[137]
- La Real Sociedad Astronómica de Londres decide no entregar su premio este año por la controversia sobre no haber galardonado conjuntamente a Urbain Le Verrier y John Couch Adams por el descubrimiento en 1846 del planeta Neptuno.[138]

## Nacimientos

### Enero
- 1 de enero: Miura Gorō, político y militar japonés, autor intelectual del asesinato de la Reina Min de Corea (f. 1926).
- 6 de enero: Ricardo Zamacois, actor y cantante español (f. 1888).
- 7 de enero: Aleksandr Karpinski, paleontólogo, geólogo y catedrático ruso, presidente durante 20 años de la Academia de Ciencias de Rusia (f. 1936).
- 8 de enero: Manuel Antonio Matos, banquero, militar y político venezolano, presidente del Congreso y del Senado, Ministro de Hacienda y de Relaciones Exteriores de Venezuela (f. 1929).
- 9 de enero: Antonio Vico, teólogo italiano y obispo católico, cardenal, nuncio apostólico y Prefecto de la Congregación de Ritos (f. 1929).
- 13 de enero: Domingo Godoy Cruz, abogado, diplomático y político chileno, Ministro de Relaciones Exteriores, Culto y Colonización de Chile (f. 1916).
- 17 de enero: 
  - Jesús Muñoz Tébar, ingeniero, militar y político venezolano, Ministro de Obras Públicas y de de Hacienda de Venezuela (f. 1909).
  - Nikolái Zhukovski, ingeniero mecánico ruso, precursor de la aerodinámica e hidrodinámica moderna, estudioso del golpe de ariete (f. 1921).
- 18 de enero: 
  - Gertrudis Comensoli, religiosa católica italiana, canonizada en 2009 (f. 1903).
  - József Dobos, cocinero, empresario, autor y pastelero húngaro, creador de la Tarta Dobos (f. 1924).
- 21 de enero: Joseph Le Bel, químico francés, precursor de la estereoquímica (f. 1930).
- 24 de enero: Radomir Putnik, mariscal de campo y jefe del Estado Mayor de Serbia (f. 1847).
- 26 de enero: John Bates Clark, economista estadounidense, pionero del Marginalismo y opuesto a la Economía institucional (f. 1938).

### Febrero
- 1 de febrero: Marijan Varešanin, militar croata del Imperio austrohúngaro, gobernador de Bosnia y Herzegovina (f. 1917).
- 3 de febrero: Blas Escontría y Bustamante, ingeniero y político mexicano, gobernador de San Luis Potosí, y Secretario de Fomento e Industria (f. 1906).

Ilustración de Thomas A. Edison, publicada en 1920.

- 6 de febrero: Henry Janeway Hardenbergh, arquitecto estadounidense, autor del edificio Dakota, el Hotel Waldorf-Astoria y el Hotel Plaza (f. 1918).
- 11 de febrero: Thomas Alva Edison empresario estadounidense, inventor del fonógrafo, la bombilla eléctrica y el kinetógrafo (f. 1931).
- 13 de febrero: 
  - Clélia Barbieri, religiosa italiana, fundadora de las Hermanas Mínimas de Nuestra Señora de los Dolores, y canonizada en 1989 (f. 1870).
  - Charlotte Jacobs, feminista y farmacéutica neerlandesa, fundadora del Vereeniging voor Vrouwenkiesrecht en las Indias Orientales Neerlandesas (f. 1916).
  - Erich von Kielmansegg, estadista austriaco, stadtholder de la Baja Austria y Ministro presidente de la Cisleitania de Austria-Hungría (f. 1923).
- 16 de febrero: 
  - Karl Bücher, economista alemán, fundador de la economía de no-mercado y del periodismo como disciplina académica (f. 1930).
  - Carl von Horn, coronel general bávaro y Ministro de la Guerra de Baviera (f. 1923).
  - Arthur Kinnaird, futbolista y banquero británico, ganador de cinco FA Cup, y presidente de la Asociación Inglesa de Fútbol durante 33 años (f. 1923).
- 17 de febrero: Paul Georg von Möllendorff, diplomático y lingüista alemán, experto en sinología, y creador de la romanización del idioma manchú (f. 1901).
- 20 de febrero: Emmanuel Damoye, pintor paisajista francés de la Escuela de Barbizon (f. 1916).
- 24 de febrero: Sima Lozanić, químico y político serbio, presidente de la Academia de las Artes y de las Ciencias de Serbia, Ministro de Asuntos Exteriores y de Industria del Reino de Serbia (f. 1935).
- 28 de febrero: Salomon Eberhard Henschen, neurólogo sueco conocido por sus estudios sobre la afasia y la discalculia (f. 1930).

### Marzo

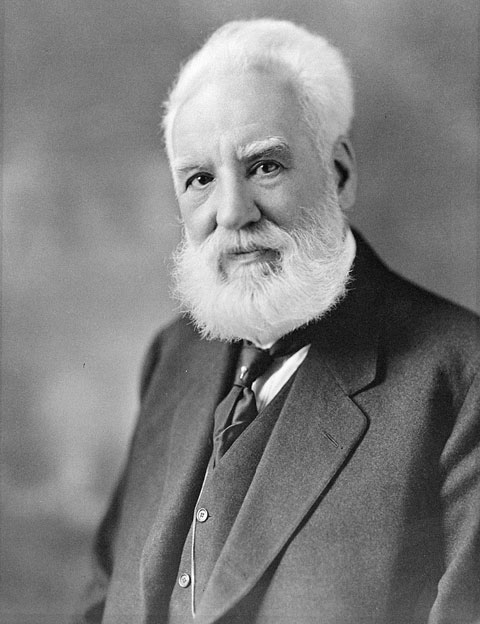
Retrato de Alexander Graham Bell.

- 3 de marzo: Alexander Graham Bell, científico, logopeda e inventor americano de origen británico, que contribuyó al progreso de las telecomunicaciones (f. 1922).
- 4 de marzo: Carl Josef Bayer, químico austriaco, inventor del proceso Bayer para extraer alúmina de bauxita, para obtener aluminio (f. 1904).
- 8 de marzo: Cesáreo Guillermo y Bastardo, abogado y político dominicano, presidente de la República Dominicana entre 1878 y 1879 (f. 1885).
- 10 de marzo: Melitón Carvajal, militar y político peruano, ministro de Hacienda y Comercio, de Guerra y Marina, y Segundo Vicepresidente del Perú (f. 1935).
- 11 de marzo: Sidney Sonnino, político italiano, ministro de Finanzas, de Asuntos Exteriores y Primer ministro de Italia (f. 1922).
- 12 de marzo: 
  - Josip Belušić, profesor de física y matemáticas croata, inventor del velocímetro (f. 1905).
  - José Ferrándiz y Niño, militar y político español, Ministro de Marina de España (f. 1918).
- 19 de marzo: 
  - Frank Wigglesworth Clarke, geólogo y químico estadounidense, padre de la geoquímica que calculó la composición de la corteza terrestre (f. 1931).
  - Eduardo López de Romaña, ingeniero, empresario y político peruano, Ministro de Fomento y Obras Públicas, y Presidente Constitucional del Perú (f. 1912).
- 22 de marzo: Vicenta María López y Vicuña, religiosa católica española, canonizada en 1975 (f. 1890).
- 23 de marzo: Theodore Roussel, pintor y grabador británico de paisajes y escenas de género, del impresionismo y del naturalismo (f. 1926).
- 25 de marzo: Pedro José Escalón, político salvadoreño, Presidente de la República de El Salvador (f. 1923).
- 27 de marzo: Otto Wallach, químico y profesor alemán, Premio Nobel de química en 1910 por su contribución a la química orgánica e industrial (f. 1931).

### Abril
- 1 de abril: 
  - Jules Crevaux, médico y soldado francés, explorador de la Guayana Francesa, la Amazonia y el Chaco boliviano (f. 1882).
  - Pablo Denn, mártir jesuita francés durante la rebelión de los Boxers en China, canonizado en 2000 (f. 1900).
- 9 de abril: Jerónimo de la Ossa, poeta romántico panameño, autor de la letra del Himno nacional de Panamá (f. 1907).
- 10 de abril: Joseph Pulitzer, editor periodístico estadounidense de origen húngaro, creador de los Premios Pulitzer (f. 1911).
- 12 de abril: Aníbal Zañartu, abogado y político liberal chileno, ministro de Relaciones Exteriores, del Interior y Vicepresidente de Chile (f. 1902).
- 15 de abril: Máximo Santos, militar y político uruguayo, ministro de Guerra y presidente de Uruguay (f. 1889).
- 18 de abril: Hermann Osthoff, lingüista alemán, experto en lenguas indoeuropeas, que formuló la ley de Osthoff (f. 1909).
- 22 de abril: Vladímir Aleksándrovich de Rusia, hijo, hermano y tío de tres zares, Gran Duque de Rusia, militar y mecenas de arte (f. 1909).
- 26 de abril: Cleto Zavala, compositor español (f. 1912).
- Abril: Toribio Mendoza, político argentino, gobernador de la provincia de San Luis (f. 1891).

### Mayo
- 7 de mayo: Archibald Primrose, conde de Rosebery, político liberal británico, primer ministro del Reino Unido (f. 1929).
- 11 de mayo: Godefroid Kurth, historiador belga (f. 1916).
- 22 de mayo: Modesto Andlauer, sacerdote jesuita francés misionero en China, mártir durante la revuelta de los Boxers, y canonizado en 2000 (f. 1900).

### Junio
- 11 de junio: Millicent Fawcett, feminista, política y escritora británica, fundadora de la Unión Nacional de Sociedades de Sufragio Femenino (f. 1929).
- 12 de junio: Friedrich von Payer, abogado y político liberal alemán, Vicecanciller de Alemania al final de la Primera Guerra Mundial (f. 1931)
- 28 de junio: Julius Heinrich Franz, astrónomo alemán que dio nombre a una serie de mares lunares, como el Mare Orientale (f. 1913).

### Julio
- 2 de julio: Marcel Bertrand, ingeniero de minas y geólogo francés, fundador de la tectónica moderna (f. 1907).
- 11 de julio: Juan M. Garro, abogado, juez. historiador y político argentino, Ministro de Justicia e Instrucción Pública de Argentina (f. 1927).
- 13 de julio: Leopoldina de Braganza, aristócrata brasileña (f. 1871).

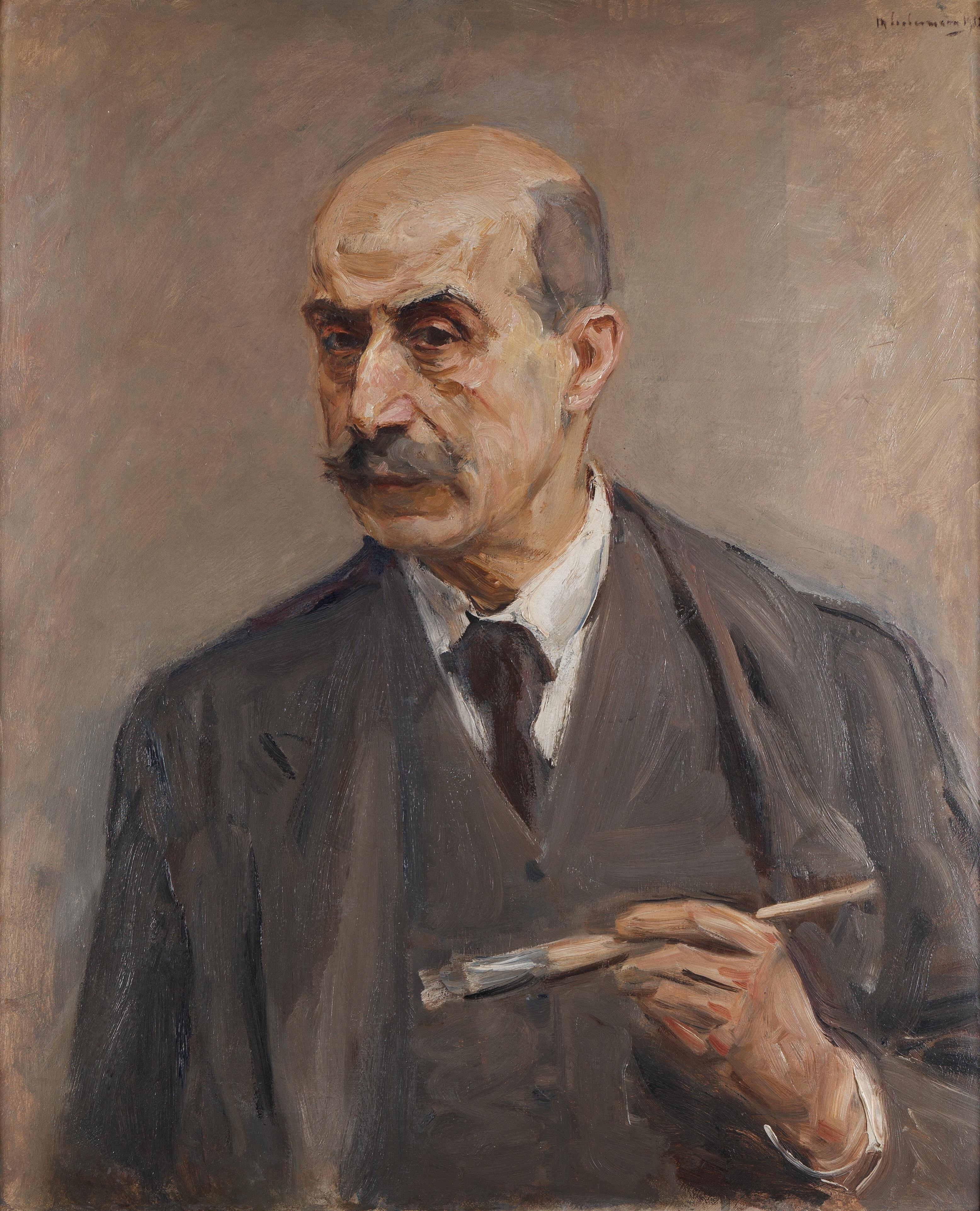
Retrato de Max Liebermann.

- 16 de julio: Luis Generoso Pinto, comerciante y político argentino, gobernador de la provincia de Santiago del Estero (f. 1912).
- 20 de julio: 
  - Max Liebermann, pintor impresionista judeo-alemán, que lideró la pintura vanguardista durante más de 30 años (f. 1935).
  - José María Quijano Wallis, abogado y político liberal colombiano, ministro de Relaciones Exteriores (f. 1922).
- 22 de julio: José María Mier, abogado, militar y político mexicano, gobernador de Jalisco y de Nuevo León (f. 1914).
- 30 de julio: José Bernardo Iturraspe, empresario y político argentino, gobernador de la provincia de Santa Fe (f. 1906).

### Agosto
- 5 de agosto: Andréi Selivanov, político y general ruso, que tomó Przemyśl tras cinco meses de asedio en la Primera Guerra Mundial (f. 1917).
- 11 de agosto: 
  - Harry Barron, oficial británico, gobernador de Tasmania y de Australia Occidental (f. 1921).
  - Albert-Félix-Théophile Thomas, arquitecto francés que ganó el Premio de Roma de 1870, y autor del ala oeste del Gran Palacio en París (f. 1907).
- 14 de agosto: Karl Oskar Medin, pediatra sueco, que describió el carácter epidémico de la parálisis infantil (f. 1927).
- 21 de agosto: Francisco Piria, empresario y político uruguayo, fundador de la ciudad balnearia de Piriápolis (f. 1933).
- 22 de agosto: Rufino Ortega, militar y político argentino, gobernador de la provincia de Mendoza (f. 1917).
- 23 de agosto: Mori Arinori, político y diplomático japonés de la Era Meiji, fundador del sistema educativo japonés moderno (f. 1889).
- 27 de agosto: Rafael Rebollar, abogado y político mexicano, Procurador general de la República (f. 1915).

### Septiembre
- 2 de septiembre: Franz von Thun und Hohenstein, noble, estadista y militar austrohúngaro, ministro del Interior y ministro-Presidente (f. 1916).
- 3 de septiembre: James Hannington, misionero inglés, primer obispo anglicano en África Oriental, mártir y santo (f. 1885).
- 4 de septiembre: Miguel S. Ortiz, abogado y político argentino, gobernador de la provincia de Salta y ministro del Interior (f. 1925).
- 5 de septiembre: Jesse James, forajido estadounidense, integrante de la banda de asaltantes James-Younger (f. 1882).
- 6 de septiembre: Saturnino Esteban Collantes, periodista y político español, Ministro de Instrucción Pública y Bellas Artes de España (f. 1937).
- 7 de septiembre: Fadrique Gutiérrez, escultor, pintor, arquitecto y militar costarricense, autor del Fortín de Heredia (f. 1897).
- 11 de septiembre: Antonio Batres Jáuregui, abogado, historiador y diplomático guatemalteco, Ministro de Relaciones Exteriores de Guatemala (f. 1929).
- 12 de septiembre: Carl Flügge, bacteriólogo e higienista alemán, descubridor de las gotas de Flügge (f. 1923).
- 14 de septiembre: Pável Yáblochkov, ingeniero eléctrico ruso, inventor de la lámpara de Yáblochkov y de un transformador (f. 1894).
- 15 de septiembre: Tadeusz Browicz, patólogo polaco, descubridor del bacilo de la fiebre tifoidea y de las células de Kupffer en el hígado (f. 1928).
- 16 de septiembre: Calixto de la Torre, abogado y político argentino, ministro de Justicia e Instrucción Pública de Argentina (f. 1915).
- 22 de septiembre: Enrique Almaraz Santos, eclesiástico español, obispo de Palencia, arzobispo de Sevilla, Cardenal y Primado de Toledo (f. 1922).
- 23 de septiembre: Ricardo Restrepo Callejas, empresario, escritor y político colombiano, Ministro de Hacienda y Tesoro (f. 1930).
- 25 de septiembre: Vinnie Ream, escultora estadounidense, autora de la estatua de Abraham Lincoln en la rotonda del Capitolio de Washington (f. 1914).

### Octubre

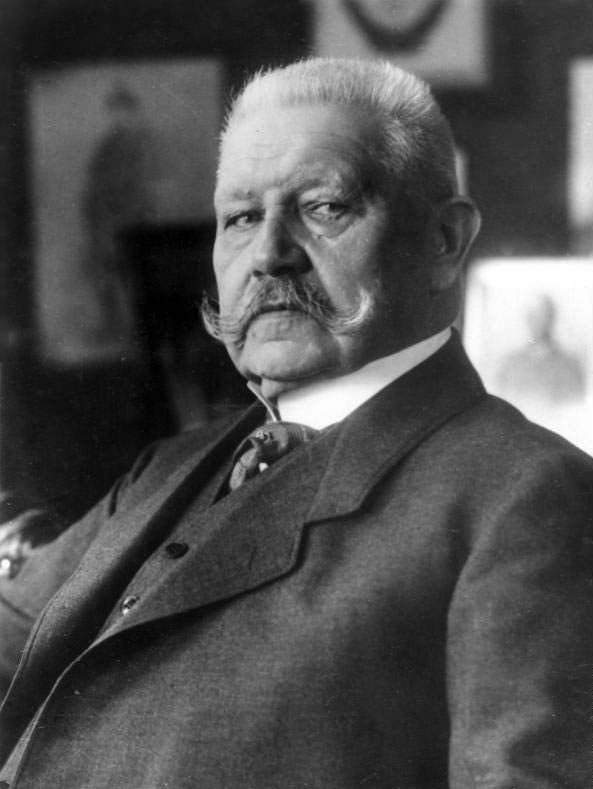
Retrato de Paul von Hindenburg.

- 1 de octubre: Annie Besant, feminista y teósofa británica, cofundadora de la Universidad Hindú de Benarés, y presidenta del Congreso Nacional Indio (f. 1933).
- 2 de octubre: 
  - Ángel Aznar y Butigieg, político y militar español, Ministro de la Guerra del reino de España (f. 1924).
  - Paul von Hindenburg, militar y estadista alemán, jefe de Estado Mayor, y presidente de Alemania entre 1925 y 1934 (f. 1934).
- 6 de octubre: Carlos Martínez Silva, periodista, militar y diplomático colombiano, Ministro de Relaciones Exteriores de Colombia (f. 1903).
- 10 de octubre: Francisco de Borja Canella Secades, militar español, Héroe de Sao del Indio (f. 1906).
- 13 de octubre: 
  - Oswald von Richthofen, político alemán del principado de Moldavia, secretario de Estado de Asuntos Exteriores del Imperio alemán (f. 1906).
  - Eduardo Sívori, pintor argentino, exponente del realismo argentino (f. 1918).
- 16 de octubre: María Pía de Saboya, princesa de Cerdeña e Italia, y reina consorte de Portugal (f. 1911).
- 17 de octubre: 
  - Chiquinha Gonzaga, compositora, pianista y directora de orquesta brasileña, primera mujer en componer y tocar choro (f. 1935).
  - Alejandro San Martín y Satrústegui, médico y político español, ministro de Instrucción Pública y Bellas Artes (f. 1908).
- 18 de octubre: Aleksandr Lodygin, ingeniero eléctrico ruso, inventor del bulbo de luz incandescente (f. 1923).
- 20 de octubre: Oscar Swahn, tirador deportivo sueco, ganador de seis medallas olímpicas y campeón olímpico de más edad de la historia (f. 1927).
- 24 de octubre: Georgi Skalon, general ruso, gobernador general de Varsovia (f. 1914).

### Noviembre
- 2 de noviembre: Georges Sorel, filósofo francés y teórico del sindicalismo revolucionario (f. 1922).

- 8 de noviembre: 

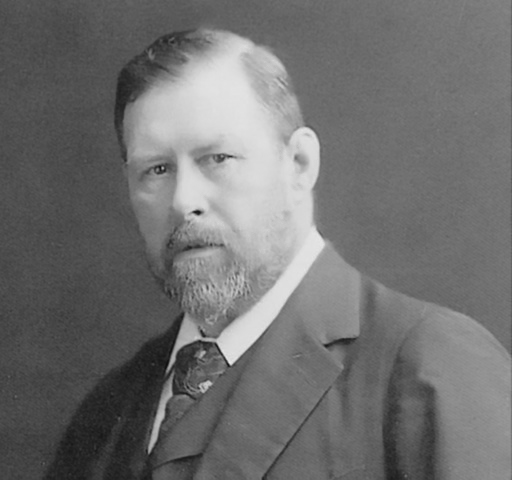
Retrato de Bram Stoker.

  - Jean Casimir-Perier, empresario y político francés, Presidente de la Tercera República francesa (f.1907).
  - Praxedis de la Peña García, abogado, empresario y político mexicano, gobernador de Coahuila (f. 1926).
  - Bram Stoker, crítico literario y escritor irlandés de novela gótica, autor de la novela Drácula (f. 1912).
- 26 de noviembre: María Fiódorovna Románova, de la familia real danesa, emperatriz consorte de Rusia, del zar Alejandro III (f. 1928).
- 30 de noviembre: Afonso Augusto Moreira Pena, abogado y político brasileño, presidente constitucional de Brasil (f. 1909).

### Diciembre
- 16 de diciembre: Ferdinand Walsin Esterhazy, militar francés responsable del espionaje para Alemania, del que se acusó al oficial Dreyfus (f. 1923).
- 21 de diciembre: M. Maryan, escritora francesa (f. 1927).
- 26 de diciembre: Hans Gross, jurista penal austriaco, fundador de la criminalística y la elaboración de perfiles criminales (f. 1915).
- 30 de diciembre:
  - John Peter Altgeld, político estadounidense, gobernador de Illinois de origen alemán (f. 1902).
  - Carlos Antúnez González, político chileno, ministro de Guerra y Marina, y del Interior de Chile (f. 1897).

### Fecha desconocida
- Maria Beasley, empresaria estadounidense, inventora de una máquina para fabricar barriles y del primer bote salvavidas moderno (f. 1904).
- Emma Louise Call, médica estadounidense, descubridora de los cuerpos de Call-Exner, relacionados con los cánceres ováricos (f. 1937).
- Dos Lunas, guerrero cheyene que participó en la batalla de Little Bighorn y fue jefe de la Reserva India de Northern Cheyenne (f. 1917).
- Ismael Pérez Montt, abogado y político chileno, ministro de Justicia e Instrucción Pública, y de Hacienda (f. 1905).
- Joseph Davilmar Théodore, Presidente de Haití (f. 1917).

## Fallecimientos

### Enero
- 13 de enero: José Antonio de Austria, archiduque y Nádor de Hungría durante casi cincuenta años (n. 1776).
- 17 de enero: Melchor Álvarez, militar y político mexicano, capitán general y gobernador de Yucatán (n. 1769).

### Febrero

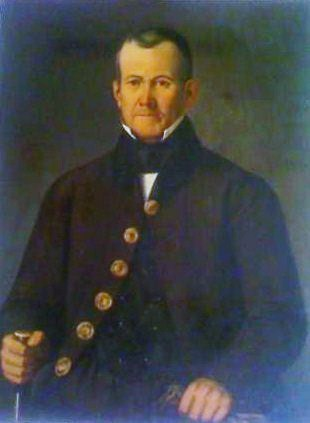
Esteban de Antuñano.

- 3 de febrero: Marie Duplessis, cortesana francesa del romanticismo, inspiradora de La dama de las camelias de A. Dumas y La Traviata de G. Verdi (n. 1824).
- 4 de febrero: Henri Dutrochet, médico, biólogo y fisiólogo francés, fundador de la teoría celular y descubridor del proceso de ósmosis (n. 1776).
- 5 de febrero: Luis José de Orbegoso, hacendado, militar y político peruano, presidente de la República del Perú y del Estado Nor-Peruano (n. 1795).
- 15 de febrero: 
  - Germinal Pierre Dandelin, matemático y profesor de ingeniería belga de origen francés, que desarrolló las esferas de Dandelin (n. 1794).
  - José de Palafox, militar liberal español, capitán general de Aragón (n. 1775).
- 19 de febrero: José Joaquín de Olmedo,  fue un poeta, abogado y político ecuatoriano, presidente de la República de Guayaquil y vicepresidente del Ecuador (n. 1780).
- 27 de febrero: Jean-Baptiste Riché, general y noble haitiano, presidente de la República de Haití (n. 1780).

### Marzo
- 7 de marzo: Estéban de Antuñano, fundador de la industria textil mexicana (n. 1792).
- 9 de marzo: Mary Anning, coleccionista y comerciante inglesa de fósiles, la primera mujer reconocida como paleontóloga (n. 1799).
- 10 de marzo: Charles Hatchett, químico inglés, descubridor del elemento niobio (n. 1765).
- 27 de marzo: Francesco Zola, ingeniero y militar italiano (n. 1795).
- 30 de marzo: Jules de Polignac, estadista francés del partido ultramonárquico, primer ministro de Carlos X (n. 1780).
- Marzo: George Donner, terrateniente estadounidense, líder de la expedición Donner desde Illinois a California (n. 1784).

### Abril
- 5 de abril: Santiago Vázquez, político y diplomático uruguayo, Ministro de Asuntos Exteriores de Uruguay (n. 1787).
- 17 de abril: Francois-Joseph Servois, sacerdote, militar  y matemático francés, introductor de los términos conmutativo y distributivo (n. 1767).
- 20 de abril: Lucy Townsend, británica abolicionista, fundadora de la Sociedad de Damas Antiesclavistas en Birmingham (n. 1781).
- 21 de abril: Friedrich von Gärtner, arquitecto alemán, autor de la Biblioteca Estatal de Baviera, y del Antiguo Palacio Real de Atenas (n. 1791).
- 28 de abril: Miguel Larreynaga, abogado y político nicaragüense, presidente del Estado de Los Altos (n. 1772).
- Abril: Abdullah bin Rashid, fundador del Emirato de Yabal Shammar, y de la dinastía Rashid (n. 1790).

### Mayo
- 2 de mayo: Manuel Menéndez, hacendado y político peruano, presidente del Consejo de Estado y Presidente del Perú (n. 1793).
- 4 de mayo: Francisco Castro y Orozco, jurista y político español, ministro de Gracia y Justicia, y presidente del Congreso de los Diputados (n. 1809).
- 13 de mayo: Jacques Lisfranc, cirujano y ginecólogo francés, pionero en la extirpación del recto y amputación del cuello uterino (n. 1790).
- 14 de mayo: Fanny Mendelssohn, compositora y pianista alemana del Romanticismo temprano (n. 1805).
- 15 de mayo: Daniel O'Connell, político irlandés que consiguió la emancipación católica y luchó contra el Acta de Unión entre Reino Unido e Irlanda (n. 1775).
- 16 de mayo: Vicente Rocafuerte, escritor, político y diplomático ecuatoriano, presidente del Ecuador (n. 1783).
- 29 de mayo: Emmanuel de Grouchy, militar francés (n. 1766).
- 31 de mayo: Abbasgulu Bakıjanov, poeta, científico, filósofo y traductor de Azerbaiyán en el Imperio ruso (n. 1794).

### Junio

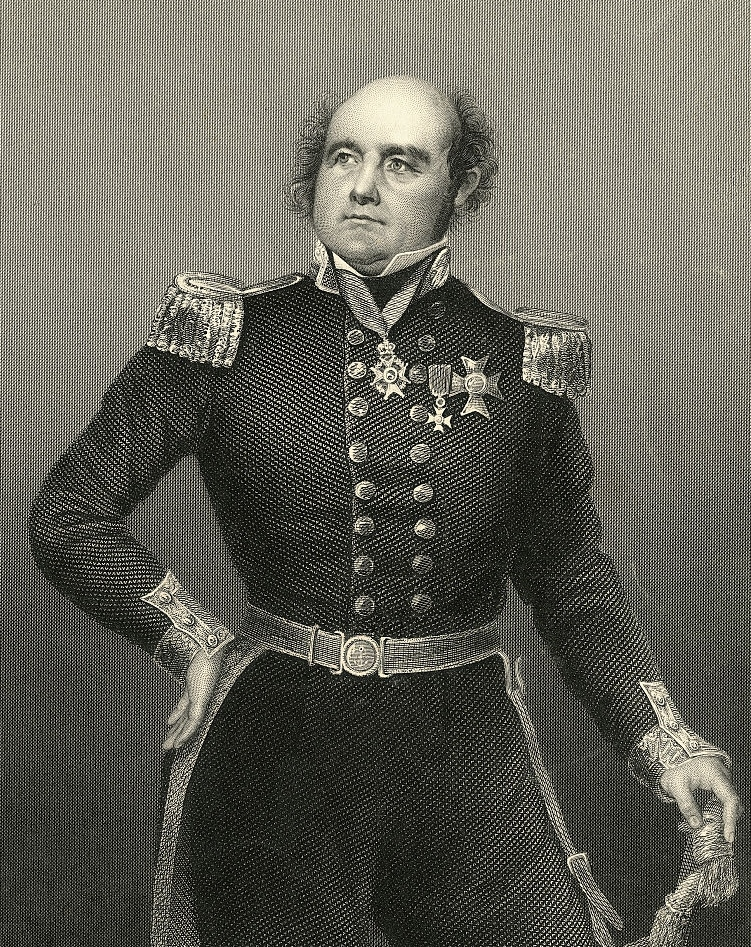
El explorador del Ártico Sir John Franklin.

- 11 de junio: John Franklin, capitán británico de la Royal Navy y explorador del Ártico, muerto en la búsqueda del Paso del Noroeste (n. 1786).
- 12 de junio: Santiago Fernández Barriga, político y militar chileno, ministro de Guerra y Marina (n. 1775).

### Julio
- 16 de julio: José Ignacio Zenteno, militar y político chileno, ministro de Guerra (n. 1786).
- 18 de julio: Bento Gonçalves da Silva, militar y político brasileño, presidente de la República Riograndense (n. 1788).
- 26 de julio: Manuel Antonio Ay, cacique indígena maya de Chichimilá en Yucatán, promotor de la Guerra de Castas (n. 1817).

### Agosto
- 8 de agosto: Samuel Linde, lingüista, bibliotecario y lexicógrafo de la lengua polaca, y figura de la Ilustración en Polonia (n. 1771).

### Septiembre
- 16 de septiembre: Sebastián Camacho, abogado y político mexicano, gobernador del estado de Veracruz y ministro de Relaciones Exteriores (n. 1791).
- 17 de septiembre: Ioannis Kolettis, médico y político griego, ministro de Defensa y primer ministro de Grecia (n. 1773).

### Octubre
- 1 de octubre: Rafael Esteve, grabador español (n. 1772).
- 9 de octubre: Pierre Berthezène, militar francés (n. 1775).
- 19 de octubre: Juan José Guzmán, militar y político salvadoreño, primer presidente constitucional de El Salvador (n. 1797).
- 24 de octubre: James MacCullagh, matemático irlandés con importantes aportaciones en geometría y en el campo de la óptica (n. 1809).

### Noviembre

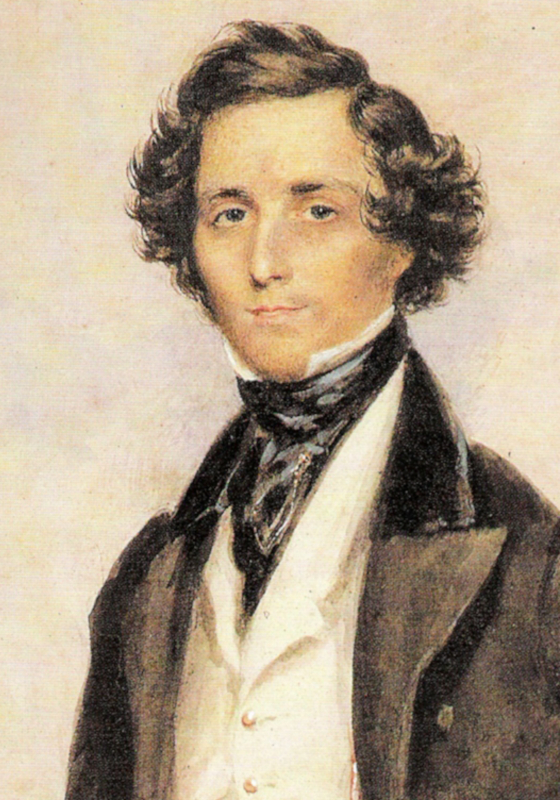
Felix Mendelssohn.

- 4 de noviembre: Felix Mendelssohn-Bartholdy, compositor, director de orquesta y pianista alemán del romanticismo (n. 1809).
- 7 de noviembre: Francisco Pablo Vázquez, obispo mexicano, ministro plenipotenciario ante la Santa Sede.[139]
- 8 de noviembre: José Ignacio Cienfuegos, obispo dominico chileno, presidente del Congreso Nacional de Chile (n. 1762).
- 11 de noviembre: Johann Friedrich Dieffenbach, cirujano alemán, especializado en cirugía plástica, que estableció las técnicas modernas de cirugía reconstructiva (n. 1792).
- 20 de noviembre: Guillermo II de Hesse-Kassel, príncipe elector y landgrave de Hesse-Kassel en la actual Alemania (n. 1777).
- 23 de noviembre: Enrique de Anhalt-Köthen, príncipe alemán de la Casa de Ascania, gobernador de los ducados de Anhalt-Pless y Anhalt-Köthen (n. 1778).
- 26 de noviembre: Harvey Lonsdale Elmes, arquitecto inglés, diseñador del St George's Hall de Liverpool, de estilo neoclásico (n. 1814).
- 29 de noviembre: Marcus Whitman, médico y misionero estadounidense, líder de la primera gran caravana de carretas de la Ruta de Oregón (n. 1802).

### Diciembre
- 7 de diciembre: Robert Liston, cirujano británico muy rápido y hábil en las operaciones antes de la llegada de la anestesia, para reducir el dolor y la mortalidad (n. 1794).
- 12 de diciembre: James Kent, jurista y político estadounidense, Presidente de la Corte Suprema de los Estados Unidos (n. 1763).
- 14 de diciembre: Manuel José de Arce y Fagoaga, militar y político salvadoreño, primer presidente de la República Federal de Centroamérica (n. 1787).
- 23 de diciembre: Juan Bautista Topete y Viaña, marino y militar español, ministro de Marina de España (n. 1784).

### Fechas desconocidas
- Juan Manuel Rodríguez, político y prócer de la independencia de El Salvador, jefe de Estado de El Salvador (n. 1771).
- Juan José Salas, militar y político peruano, ministro de Guerra y Marina, y presidente del Consejo de Ministros (n. 1792).
- William Smith, capitán de barco británico, descubridor de las Islas Shetland del Sur, en la Antártida (n. 1790).